# Ford Vedette
Ford Vedette – samochód osobowy klasy wyższej produkowany pod amerykańską marką Ford w latach 1948–1954.

## Historia i opis modelu

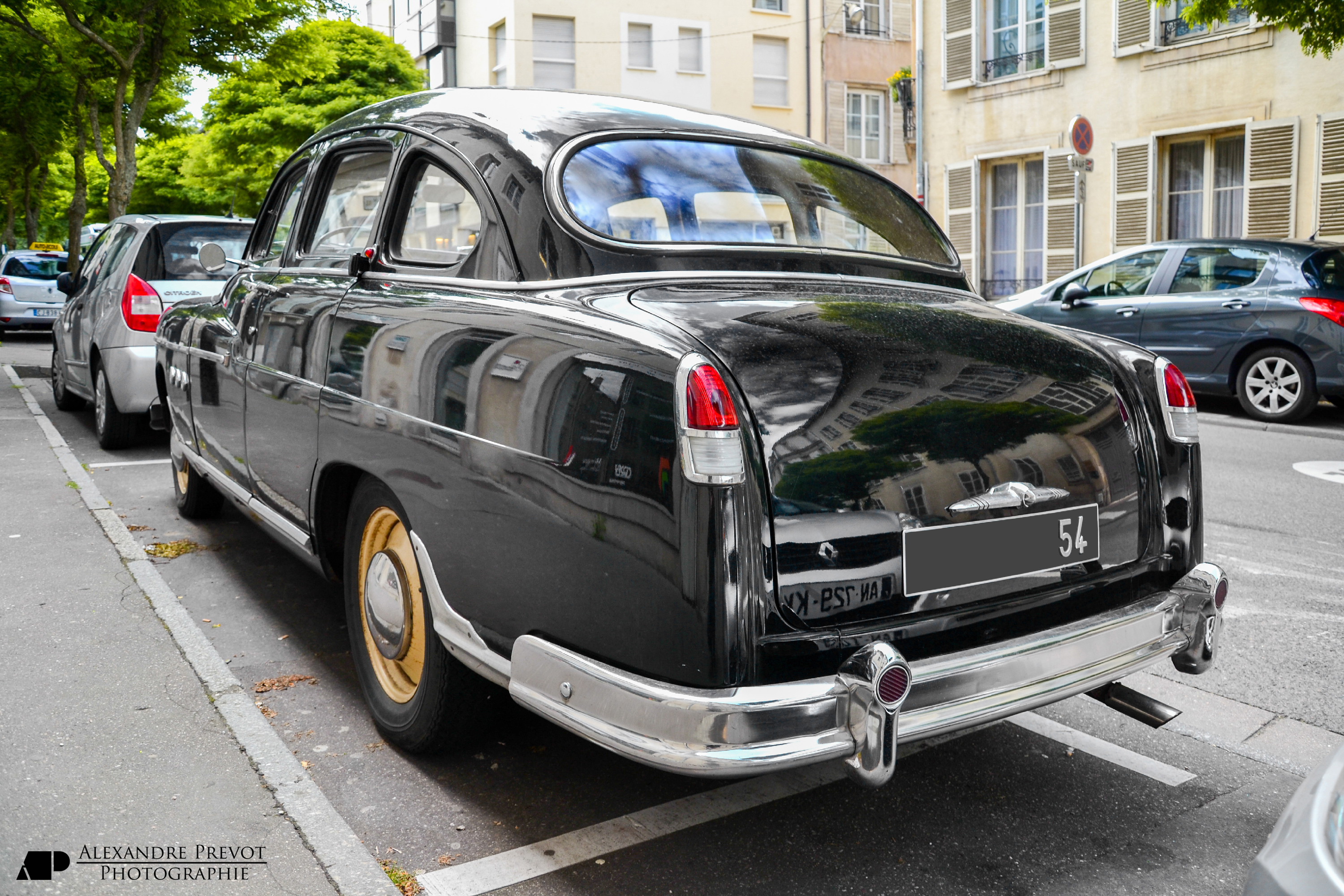
Ford Vedette - tył

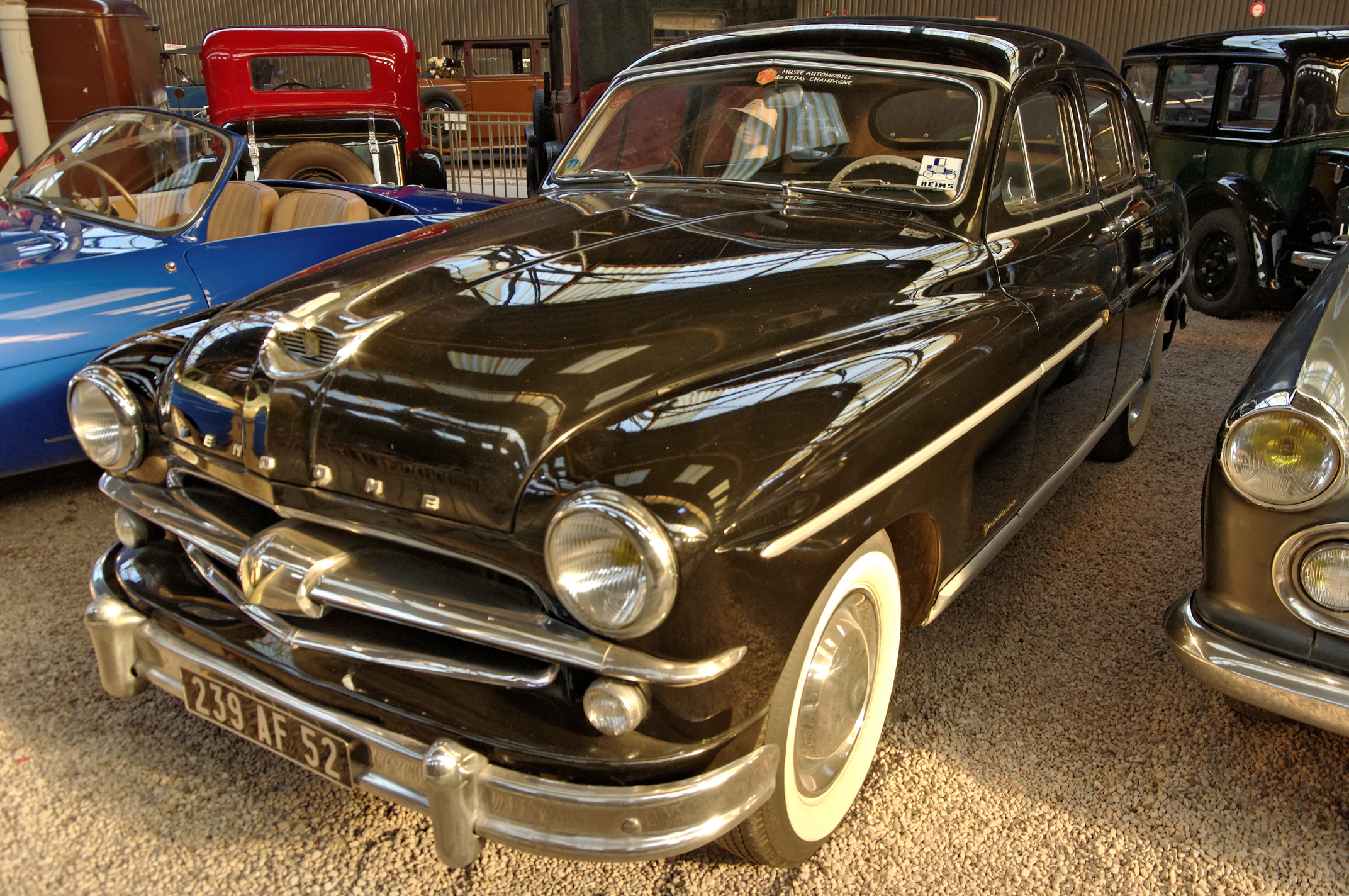
Ford Vendôme

W połowie 1948 roku francuski oddział Forda przedstawił swój pierwszy lokalnie opracowany samochód o nazwie Vedette. Był to duży model klasy średniej utrzymany w charakterystycznych dla motoryzacji przełomu lat 40. i 50. XX wieku, proporcjach.
Nadkola zyskały zaokrąglone, wyraźnie oznaczone kształty, a w podobny sposób ukształtowano także maskę. Linia dachu została łagodnie zaokrąglona, biegnąc ku dołowi w podobny sposób w wariantach sedan i fastback.
Gama nadwoziowa składała się z kilku różnych wariantów - odmian sedan, fastback, kombi czy kabriolet. Ponadto dostępne były też warianty landaulet i coupe.

### Ford Vendôme
W październiku 1953 Ford SAF przedstawił dużą, luksusową limuzynę o nazwie Ford Vendôme, która powstała jako większy i droższy wariant modelu Vedette. Pojazd trafił do krótkoseryjnej produkcji, która trwała rok. Vendôme miał dłuższy rozstaw osi i przestronniejszą kabinę.

### Silnik
- V8 2.2l Aquilon
- V8 3.9l Mistral